# خربرگر
خربرگر (به انگلیسی: donkey burger) یک نوع ساندویچ گرم است که معمولاً در شهر بائودینگ چین آماده و مصرف می‌شود. مصرف این ساندویچ در برخی نقاط دیگر چین نیز رواج دارد. این ساندویچ شامل گوشت خردشدهٔ خر به‌همراه مخلفات است که در میان نان ساندویچی گذاشته شده و به‌عنوان اسنک و میان‌وعده خورده می‌شود. خربرگر خوراکی خیابانی و مردم‌پسند به‌شمار می‌آید؛ با این حال نام آن در منوی برخی رستوران‌های چین نیز دیده می‌شود. ضرب‌المثلی در شهر بائودینگ وجود دارد که می‌گوید: در بهشت گوشت اژدها هست و بر روی زمین گوشت خر!